# Rue Drouot
Pour les articles homonymes, voir Drouot (homonymie).
La rue Drouot est une rue parisienne du 9e arrondissement.

## Situation et accès
Elle est réputée pour accueillir l'une des plus grandes salles d'enchères au monde, l'hôtel Drouot, mais est aussi connue pour ses nombreux magasins de philatélie.
Depuis la fin du XIXe siècle, la rue est le siège d'un grand nombre de marchands de timbres et d'experts philatéliques. La renommée de la rue date de l'installation de négociants restés célèbres : Octave Roumet, organisateur de la première vente sur offres philatélique, Théodore Champion, spécialisé dans le commerce de timbres neufs de tous pays. Cette densité d'activité philatélique a attiré et maintenu des marchands de cartes postales et de timbres-poste sur place, dans la rue de Châteaudun et dans le passage des Panoramas voisins.

## Origine du nom

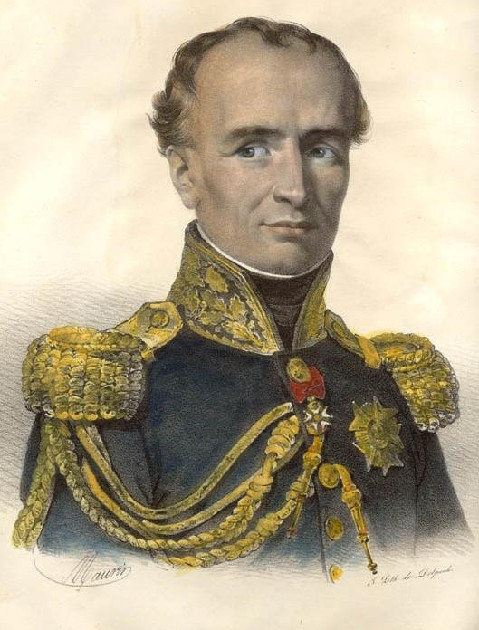
Le général Antoine Drouot.

Depuis une ordonnance du 15 octobre 1847, elle porte le nom du général de division d'artillerie français Antoine Drouot (1774-1847). La partie la plus ancienne de la rue faisait partie précédemment de la rue de la Grange-Batelière.

## Historique
La rue, créée par arrêt du roi le 18 octobre 1704 entre les actuels boulevard Montmartre et rue Rossini.
Le 30 décembre 1846, elle est étendue vers le nord entre les rues Rossini et de Provence sur le terrain de l'ancien hôtel particulier de la Grange-Batelière et ouverte en 1851.
Le 23 août 1858, la partie entre la rue de Provence et les rues La Fayette et Faubourg-Montmartre est créée.
Le 8 mars 1918, durant la Première Guerre mondiale, une bombe lancée d'un avion allemand explose au no 2 rue Drouot.

## Hotel Drouot
Un premier hôtel des ventes s’est installé sur le site de l’ancienne ferme de la Grange Batelière dès 1851, mais il est vite apparu mal adapté et trop petit. C’est pourquoi l’hôtel Drouot-Richelieu, comprenant à l’origine 14 salles de vente, a été construit et inauguré le 1er juin 1852 par Lejeune et Levasseur. Par la suite il est rénové en 1980 puis agrandi avec une extension en 2014. C’est le plus grand hôtel des ventes du monde (10 000 m2). C'est la première place de vente aux enchères en France avec 500 000 objets vendus par an, et l'un des plus anciens hôtels de vente du monde.

## Bâtiments remarquables et lieux de mémoire

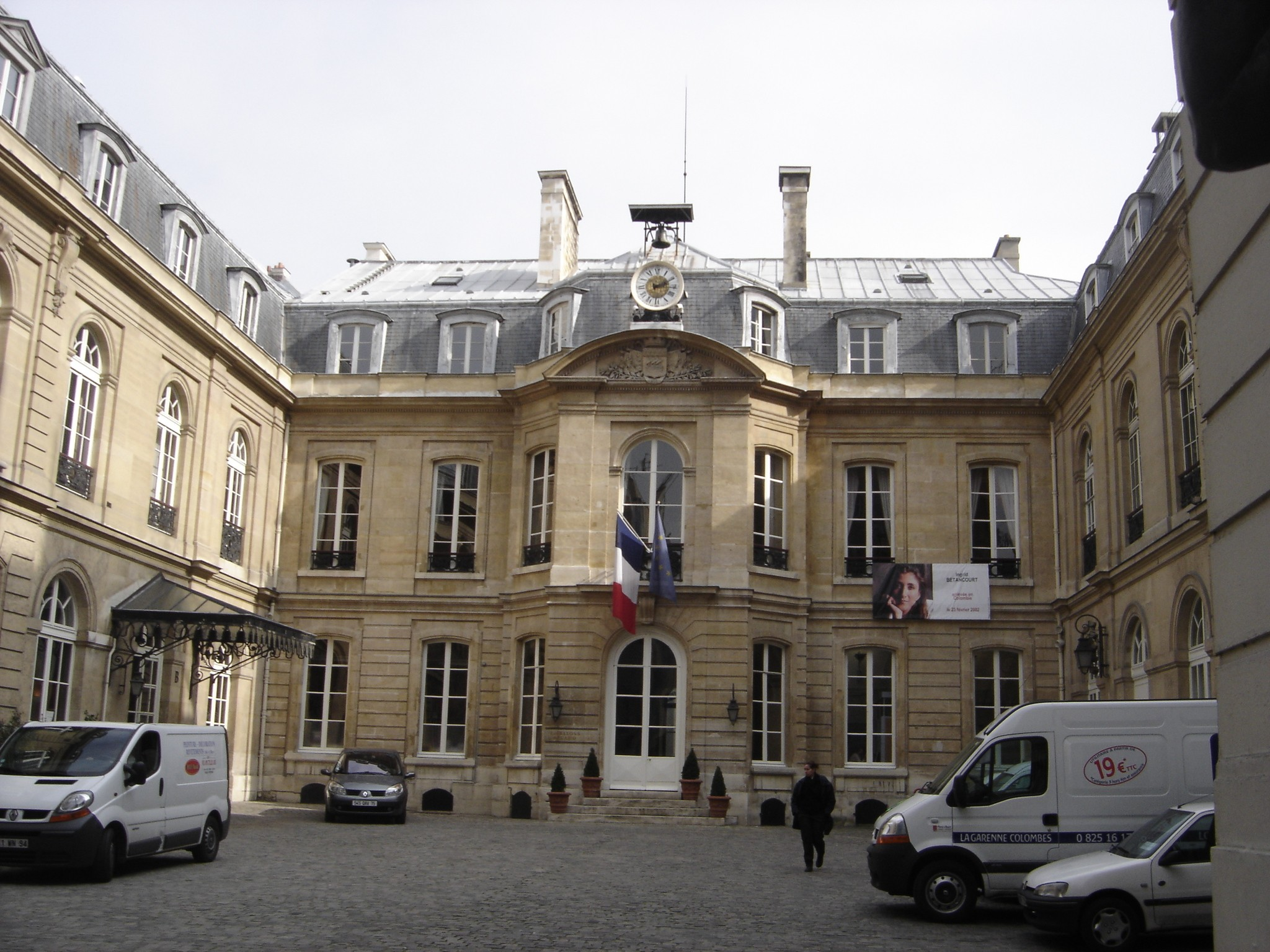
Cour de la mairie du 9e arrondissement.

- No 2 : de 1955 à 1981, emplacement au-dessus du Café d'Angleterre, du Golf-Drouot.
- N° 4 : le général Georges Tabouis y est né le 17 janvier 1867.
- No 5 :emplacement de l'ancien hôtel de Laborde, démoli en 1874, où est mort le duc de Choiseul, le 8 mai 1785[2]. Auguste Dumont (1816-1885), entrepreneur de presse, journaliste et essayiste, directeur de Gil Blas, y est mort le 2 mai 1885. Ancienne librairie Léon Conquet.
- No 6 : la mairie du mairie du 9e arrondissement se trouve près du croisement des boulevards Haussmann et Montmartre. Plus haut, une bibliothèque municipale est spécialisée dans les ouvrages sur les arts (dont le stock des catalogues de vente aux enchères de l'hôtel Drouot a été déménagé à la bibliothèque Forney).
- Façade de l'hôtel Drouot dans les années 1900.No 9 : la rue accueille près de la mairie l'hôtel Drouot, le principal lieu de vente aux enchères français. Dans la rue elle-même et dans le quartier autour se trouvent plusieurs antiquaires, marchands d'art et philatélistes.

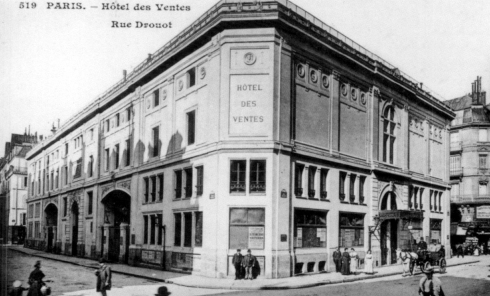
Façade de l'hôtel Drouot dans les années 1900.

- No 20 : François-Victor Hugo (né en 1828), quatrième des cinq enfants de Victor Hugo et Adèle Foucher y est mort de la tuberculose le 26 décembre 1873[3].
- No 23 : consulat général du Brésil dans les années 1920[4].

## Pour approfondir